# Erdscholle

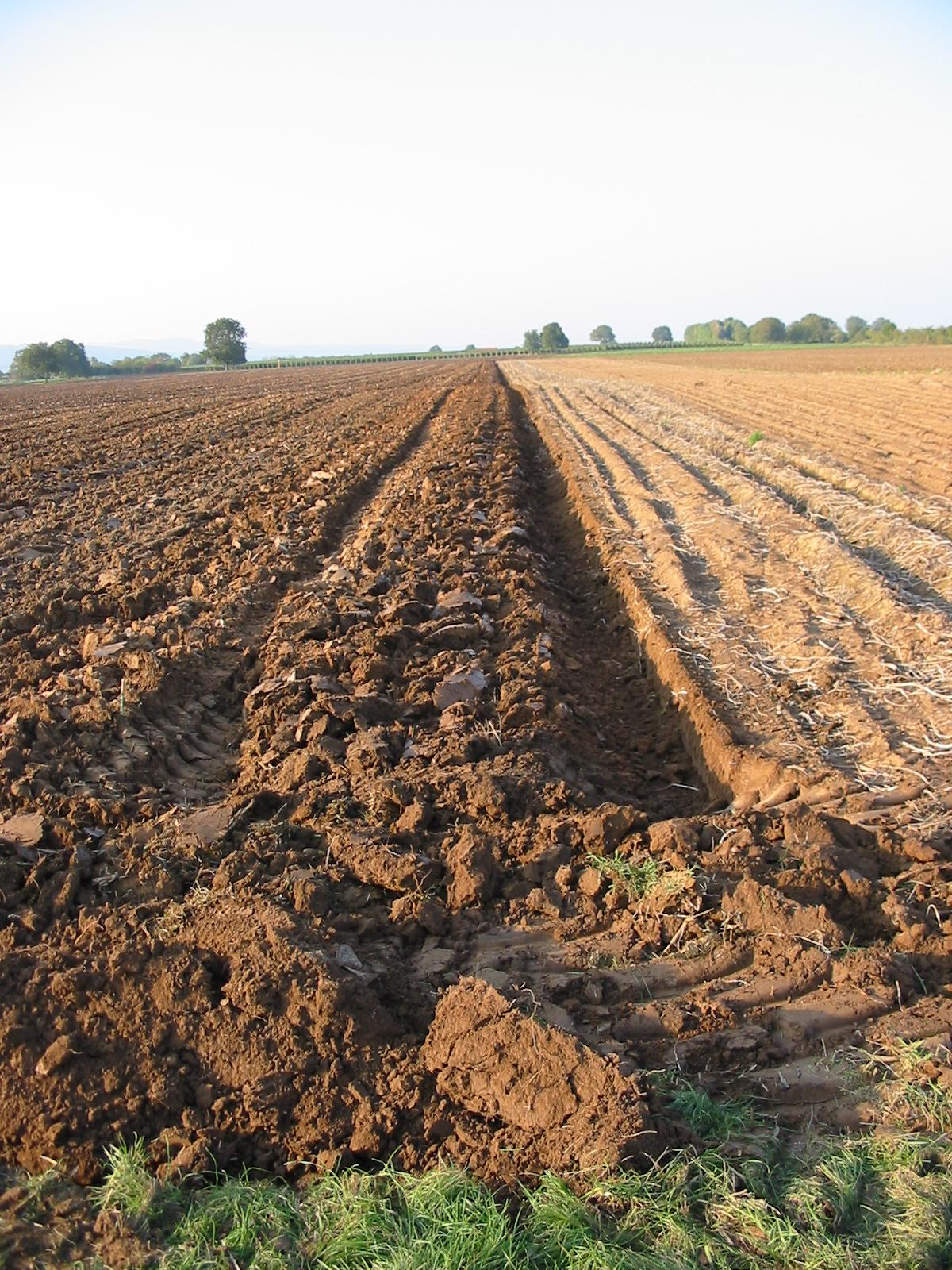
Ackerschollen auf einem gepflügten Acker

Erdscholle, regional auch Ackerscholle, Scholle oder Klute genannt, sind Erdbrocken von 10 bis 50 cm Durchmesser, die im Ackerbau auf lehm- und tonhaltigen Ackerböden entstehen, wenn die Bearbeitung in zu feuchtem oder zu trockenem Zustand mit Pflug oder Grubber erfolgt. Erdschollen müssen im Rahmen der Saatbettbereitung zerkleinert werden, um kapillaren Bodenschluss für das Saatgut zu erhalten. Bei der Ernte von Hackfrüchten wie Kartoffeln und Rüben sind Erdschollen sehr hinderlich.